# Polen i olympiska sommarspelen 1980
Polen deltog i de olympiska sommarspelen 1980 med en trupp bestående av 306 deltagare, 232 män och 74 kvinnor, vilka deltog i 162 tävlingar i 21 sporter. Landet slutade på tionde plats i medaljligan, med tre guldmedaljer och 32 medaljer totalt.

## Medaljer
| Medalj | Namn                                                                               | Sport         | Gren                             |
| ------ | ---------------------------------------------------------------------------------- | ------------- | -------------------------------- |
| 1      | Bronisław Malinowski                                                               | Friidrott     | Herrarnas 3 000 meter hinder     |
| 1      | Władysław Kozakiewicz                                                              | Friidrott     | Herrarnas 3 000 meter stavhopp   |
| 1      | Jan Kowalczyk                                                                      | Ridsport      | Individuell hoppning             |
| 2      | Paweł Skrzecz                                                                      | Boxning       | Lätt tungvikt                    |
| 2      | Władysław Stecyk                                                                   | Brottning     | Flugvikt, fristil                |
| 2      | Józef Lipień                                                                       | Brottning     | Bantamvikt, grekisk-romersk stil |
| 2      | Andrzej Supron                                                                     | Brottning     | Lättvikt, grekisk-romersk stil   |
| 2      | Jan Dołgowicz                                                                      | Brottning     | Mellanvikt, grekisk-romersk stil |
| 2      | Roman Bierła                                                                       | Brottning     | Tungvikt, grekisk-romersk stil   |
| 2      | Czesław Lang                                                                       | Cykling       | Herrarnas linjelopp              |
| 2      | Zenon Licznerski Leszek Dunecki Marian Woronin Krzysztof Zwoliński                 | Friidrott     | Herrarnas 4 x 100 meter stafett  |
| 2      | Jacek Wszoła                                                                       | Friidrott     | Herrarnas höjdhopp               |
| 2      | Tadeusz Ślusarski                                                                  | Friidrott     | Herrarnas stavhopp               |
| 2      | Urszula Kielan                                                                     | Friidrott     | Damernas höjdhopp                |
| 2      | Piotr Jabłkowski Andrzej Lis Leszek Swornowski Ludomir Chronowski Mariusz Strzałka | Fäktning      | Herrarnas lagtävling i värja     |
| 2      | Wieslaw Hartmann Jan Kowalczyk Marian Kozicki Janusz Bobik                         | Ridsport      | Lagtävlingen i hoppning          |
| 2      | Malgorzata Dluzewska Czeslawa Koscianska                                           | Rodd          | Damernas tvåa (utan styrman)     |
| 3      | Krzysztof Kosedowski                                                               | Boxning       | Fjädervikt                       |
| 3      | Kazimierz Adach                                                                    | Boxning       | Lättvikt                         |
| 3      | Kazimierz Szczerba                                                                 | Boxning       | Weltervikt                       |
| 3      | Jerzy Rybicki                                                                      | Boxning       | Mellanvikt                       |
| 3      | Aleksander Cichoń                                                                  | Brottning     | Lätt tungvikt, fristil           |
| 3      | Adam Sandurski                                                                     | Brottning     | Supertungvikt, fristil           |
| 3      | Lucyna Langer                                                                      | Friidrott     | Damernas 100 meter häck          |
| 3      | Adam Robak Bogusław Zych Lech Koziejowski Marian Sypniewski                        | Fäktning      | Herrarnas lagtävling i florett   |
| 3      | Barbara Wysoczańska                                                                | Fäktning      | Damernas florett                 |
| 3      | Janusz Pawłowski                                                                   | Judo          | Halv lättvikt                    |
| 3      | Grzegorz Stellak Adam Tomasiak Grzegorz Nowak Ryszard Stadniuk Ryszard Kubiak      | Rodd          | Herrarnas fyra med styrman       |
| 3      | Agnieszka Czopek                                                                   | Simning       | Damernas 400m medley             |
| 3      | Tadeusz Dembończyk                                                                 | Tyngdlyftning | Herrarnas 56 kg                  |
| 3      | Marek Seweryn                                                                      | Tyngdlyftning | Herrarnas 60 kg                  |
| 3      | Tadeusz Rutkowski                                                                  | Tyngdlyftning | Herrarnas +110 kg                |

## Basket
Herrar
Gruppspel
| Lag         | Poäng | Vinster | Förluster | PF  | PA  | PD  |
| ----------- | ----- | ------- | --------- | --- | --- | --- |
| Jugoslavien | 6     | 3       | 0         | 328 | 249 | +79 |
| Spanien     | 5     | 2       | 1         | 286 | 241 | +45 |
| Polen       | 4     | 1       | 2         | 256 | 294 | -38 |
| Senegal     | 3     | 0       | 3         | 196 | 282 | -86 |

## Boxning
Herrar
| Boxare               | Gren            | Omgång 1             | Omgång 2                              | Omgång 3                      | Kvartsfinal                       | Semifinal                    | Final                      | Final            |                  |
| Boxare               | Gren            | Motståndare Resultat | Motståndare Resultat                  | Motståndare Resultat          | Motståndare Resultat              | Motståndare Resultat         | Motståndare Resultat       | Placering        |                  |
| -------------------- | --------------- | -------------------- | ------------------------------------- | ----------------------------- | --------------------------------- | ---------------------------- | -------------------------- | ---------------- | ---------------- |
| Henryk Pielesiak     | Lätt flugvikt   | BYE                  | Li Byong-Uk (PRK) L 2-3               | Gick inte vidare              | Gick inte vidare                  | Gick inte vidare             | Gick inte vidare           | Gick inte vidare |                  |
| Henryk Średnicki     | Flugvikt        | BYE                  | BYE                                   | Webby Mwango (ZAM) W 5-0      | Viktor Miroshnichenko (URS) L 0-5 | Gick inte vidare             | Gick inte vidare           | Gick inte vidare |                  |
| Ryszard Czerwinski   | Bantamvikt      | BYE                  | Firmin Abissi (BEN) W KO-1            | Dumitru Cipere (ROU) L 0-5    | Gick inte vidare                  | Gick inte vidare             | Gick inte vidare           | Gick inte vidare |                  |
| Krzysztof Kosedowski | Fjädervikt      | BYE                  | Gu Young-Jo (PRK) W 5-0               | Dejan Marovic (YUG) W 4-1     | Sidnei dal Rovere (BRA) W 5-0     | Adolfo Horta (CUB) L WO      | Gick inte vidare           |                  |                  |
| Kazimierz Adach      | Lättvikt        | i.u.                 | Bounphisith Songkhamphou (LAO) W KO-1 | Omari Golaya (TAN) W 5-0      | Florian Livadaru (ROU) W KO-1     | Ángel Herrera (CUB) L 0-5    | Gick inte vidare           |                  |                  |
| Bogdan Gajda         | Lätt weltervikt | i.u.                 | Shadrach Odhiambo (SWE) L 1-4         | Gick inte vidare              | Gick inte vidare                  | Gick inte vidare             | Gick inte vidare           | Gick inte vidare |                  |
| Kazimierz Szczerba   | Weltervikt      | i.u.                 | Miroslav Pavlov (TCH) W KO-1          | Kebede Sahilu (ETH) W 5-0     | Ionel Budusan (ROU) W KO-1        | John Mugabi (UGA) L 2-3      | Gick inte vidare           |                  |                  |
| Zygmunt Gosiewski    | Lätt mellanvikt | i.u.                 | Armando Martínez (CUB) L 0-5          | Gick inte vidare              | Gick inte vidare                  | Gick inte vidare             | Gick inte vidare           | Gick inte vidare |                  |
| Jerzy Rybicki        | Mellanvikt      | i.u.                 | BYE                                   | Tarmo Uusivirta (FIN) W KO-1  | Peter Odhiambo (UGA) W 5-0        | Viktor Savchenko (URS) L INJ | Gick inte vidare           |                  |                  |
| Pawel Skrzecz        | Lätt tungvikt   | i.u.                 | i.u.                                  | Mohamed Bouchiche (ALG) W WO  | Georgica Donici (ROU) W 4-1       | Ricardo Rojas (CUB) W 3-2    | Slobodan Kacar (YUG) L 1-4 |                  |                  |
| Ludwik Denderys      | Tungvikt        | i.u.                 | i.u.                                  | William Isangura (TAN) W KO-1 | Teófilo Stevenson (CUB) L KO-3    | Gick inte vidare             | Gick inte vidare           | Gick inte vidare | Gick inte vidare |

## Brottning
Fristil
| Brottare            | Gren    | Elimineringsomgångar             | Elimineringsomgångar             | Elimineringsomgångar            | Elimineringsomgångar                 | Elimineringsomgångar         | Elimineringsomgångar              | Final                        | Final     |
| Brottare            | Gren    | Omgång 1 Resultat                | Omgång 2 Resultat                | Omgång 3 Resultat               | Omgång 4 Resultat                    | Omgång 5 Resultat            | Omgång 6 Resultat                 | Final Resultat               | Placering |
| ------------------- | ------- | -------------------------------- | -------------------------------- | ------------------------------- | ------------------------------------ | ---------------------------- | --------------------------------- | ---------------------------- | --------- |
| Jan Falandys        | −48 kg  | Claudio Pollio (ITA) L 4-8       | Mohammad Aktar (AFG) W 23-0      | Gheorghe Raşovan (ROU) W T 1:47 | Mahabir Singh (IND) W 14-5           | Jang Se-Hong (PRK) L 8-13    | i.u.                              | Gick inte vidare             | 4         |
| Władysław Stecyk    | −52 kg  | Petru Ciarnău (ROU) W DQ 8:08    | Luis Ocaña (CUB) W 20-3          | Ashok Kumar (IND) W 17-3        | BYE                                  | Lajos Szabó (HUN) W DQ 8:13  | Anatoli Beloglazov (URS) L T 0:57 | Nermedin Selimov (BUL) W 6-5 |           |
| Wiesław Kończak     | −57 kg  | Amrik Singh Gill (GBR) W 24-3    | Cris Brown (AUS) W 33-1          | Li Ho-Pyong (PRK) L 5-9         | Sergei Beloglazov (URS) L T 3:23     | i.u.                         | i.u.                              | Gick inte vidare             | 6         |
| Jan Szymański       | −62 kg  | Miho Dukov (BUL) L T 5:27        | Adnan Kudmani (SYR) W T 2:18     | Raúl Cascaret (CUB) L T 8:58    | i.u.                                 | i.u.                         | i.u.                              | Gick inte vidare             | 9         |
| Stanisław Chiliński | −68 kg  | Saipulla Absaidov (URS) L T 5:34 | Said Admane (ALG) W T 7:16       | Eberhard Probst (GDR) L T 7:14  | i.u.                                 | i.u.                         | i.u.                              | Gick inte vidare             | 12        |
| Ryszard Ścigalski   | −74 kg  | Ibrahim Juma (IRQ) W T 2:45      | Isaie Tonye (CMR) W T 1:58       | Pavel Pinigin (URS) L T 7:11    | István Fehér (HUN) W DQ 6:48         | Valentin Raychev (BUL) L 4-9 | i.u.                              | Gick inte vidare             | 5         |
| Henryk Mazur        | −82 kg  | Ahmadjan Khashan (AFG) W DQ 7:59 | Sören Claeson (SWE) W 11-5       | Mohammad El-Oulabi (SYR) W 15-6 | Magomedkhan Aratsilov (URS) L T 5:49 | István Kovács (HUN) L 4-7    | i.u.                              | Gick inte vidare             | 4         |
| Aleksander Cichoń   | −90 kg  | Amadou Diop (SEN) W T 3:58       | Jean-Claude Biloa (CMR) W T 2:56 | Mick Pikos (AUS) W DQ 7:56      | Christophe Andanson (FRA) W 12-1     | BYE                          | Sanasar Oganisyan (URS) L 3-12    | Uwe Neupert (GDR) L 2-6      |           |
| Tomasz Busse        | −100 kg | BYE                              | Satpal Singh (IND) W 18-3        | Július Strnisko (TCH) W 10-6    | Harald Büttner (GDR) L 4-4*          | Ilya Mate (URS) L 2-9        | i.u.                              | Gick inte vidare             | 5         |
| Adam Sandurski      | +100 kg | Arturo Díaz (CUB) W T 1:15       | Mathew Clempner (GBR) W T 1:28   | Miguel Zambrano (PER) W T 2:06  | Andrei Ianko (ROU) W T 5:01          | Soslan Andiyev (URS) L 3-6   | BYE                               | József Balla (HUN) L 4-4*    |           |

Grekisk-romersk stil
| Brottare             | Gren    | Elimineringsomgång               | Elimineringsomgång                  | Elimineringsomgång                 | Elimineringsomgång           | Elimineringsomgång          | Elimineringsomgång              | Final                        | Final     |
| Brottare             | Gren    | Omgång 1 Resultat                | Omgång 2 Resultat                   | Omgång 3 Resultat                  | Omgång 4 Resultat            | Omgång 5 Resultat           | Omgång 6 Resultat               | Final Resultat               | Placering |
| -------------------- | ------- | -------------------------------- | ----------------------------------- | ---------------------------------- | ---------------------------- | --------------------------- | ------------------------------- | ---------------------------- | --------- |
| Roman Kierpacz       | −48kg   | Ferenc Seres (HUN) L T 1:32      | Zhaksylyk Ushkempirov (URS) L 10-13 | i.u.                               | i.u.                         | i.u.                        | i.u.                            | Gick inte vidare             | 8         |
| Stanisław Wróblewski | −52kg   | Nicu Gingă (ROU) L 6-7           | Abdulnasser El-Oulabi (SYR) W 19-6  | Lajos Rácz (HUN) L DQ 7:30         | i.u.                         | i.u.                        | i.u.                            | Gick inte vidare             | 6         |
| Józef Lipień         | −57kg   | Josef Krysta (TCH) W 11-5        | Georgi Donev (BUL) W T 7:17         | BYE                                | Gyula Molnár (HUN) W 10-4    | Mihai Boţilă (ROU) W D 8:37 | Benni Ljungbeck (SWE) W D 8:25  | Shamil Serikov (URS) L 4-11  |           |
| Kazimierz Lipień     | −62kg   | Stelios Mygiakis (GRE) L 2-4     | Lars Malmkvist (SWE) W DQ 5:29      | Panaiot Kirov (BUL) L 3-5          | i.u.                         | i.u.                        | i.u.                            | Gick inte vidare             | 6         |
| Andrzej Supron       | −68kg   | Sakhidad Hamidi (AFG) W DQ 5:28  | Károly Gaál (HUN) W DQ 8:27         | Buyandelgeriin Bold (MGL) W T 7:10 | Suren Nalbandyan (URS) W 4-2 | BYE                         | Lars-Erik Skiöld (SWE) W T 3:08 | Ştefan Rusu (ROU) L 2-3      |           |
| Wiesław Dziadura     | −74kg   | Anatoly Bykov (URS) L 5-6        | Gheorghe Minea (ROU) W 4-3          | Mikko Huhtala (FIN) W 3-7          | i.u.                         | i.u.                        | i.u.                            | Gick inte vidare             | 9         |
| Jan Dołgowicz        | −82kg   | Ion Draica (ROU) W D 7:06        | Jarmo Övermark (FIN) W T 2:17       | Mohammad El-Oulabi (SYR) W DQ 5:34 | Gennadi Korban (URS) L 4-11  | BYE                         | i.u.                            | Pavel Pavlov (BUL) W T 1:28  |           |
| 'Czesław Kwieciński  | −90kg   | Jamtsyn Bor (MGL) W 11-3         | Frank Andersson (SWE) L 0-19        | Igor Kanygin (URS) L 2-10          | i.u.                         | i.u.                        | i.u.                            | Gick inte vidare             | 11        |
| Roman Bierła         | −100kg  | Svend Studsgaard (DEN) W DQ 5:58 | Georgios Pikilidis (GRE) W DQ 5:27  | Vasile Andrei (ROU) W DQ 7:24      | Refik Memišević (YUG) W 5-2  | BYE                         | i.u.                            | Georgi Raikov (BUL) L D 7:52 |           |
| Marek Galiński       | +100 kg | Arturo Díaz (CUB) L D 7:02       | Roman Codreanu (ROU) L DQ 4:46      | i.u.                               | i.u.                         | i.u.                        | i.u.                            | Gick inte vidare             | 8         |

## Bågskytte
Herrar
| Bågskytt         | Gren                           | Omgång 1 | Omgång 1 | Omgång 2 | Omgång 2 | Totalpoäng | Totalpoäng |
| Bågskytt         | Gren                           | Poäng    | Seed     | Poäng    | Seed     | Poäng      | Seed       |
| ---------------- | ------------------------------ | -------- | -------- | -------- | -------- | ---------- | ---------- |
| Krzysztof Włosik | Herrarnas individuella tävling | 1178     | 19       | 1232     | 4        | 2410       | 10         |

Damer
| Bågskytt        | Gren                          | Omgång 1 | Omgång 1 | Omgång 2 | Omgång 2 | Totalpoäng | Totalpoäng |
| Bågskytt        | Gren                          | Poäng    | Seed     | Poäng    | Seed     | Poäng      | Seed       |
| --------------- | ----------------------------- | -------- | -------- | -------- | -------- | ---------- | ---------- |
| Maria Szeliga   | Damernas individuella tävling | 1190     | 6        | 1175     | 8        | 2365       | 7          |
| Jadwiga Wilejto | Damernas individuella tävling | 1165     | 11       | 1163     | 12       | 2328       | 11         |

## Cykling

### Landsväg
| Cyklist                                                      | Gren                   | Tid       | Placering |
| ------------------------------------------------------------ | ---------------------- | --------- | --------- |
| Jan Jankiewicz                                               | Herrarnas linjelopp    | DNF       | DNF       |
| Czesław Lang                                                 | Herrarnas linjelopp    | 4:51:26,9 |           |
| Krzysztof Sujka                                              | Herrarnas linjelopp    | 4:57:38,9 | 22        |
| Tadeusz Wojtas                                               | Herrarnas linjelopp    | 4:56:12,9 | 5         |
| Stefan Ciekański Jan Jankiewicz Czesław Lang Witold Plutecki | Herrarnas lagtempolopp | 2:04:13,8 | 4         |

### Bana
1000m tempolopp
| Cyklist          | Gren                | Tid      | Placering |
| ---------------- | ------------------- | -------- | --------- |
| Andrzej Michalak | Herrarnas tempolopp | 1:07,891 | 11        |

Sprint
| Cyklist        | Gren             | Omgång 1             | Återkval 1 | Återkvalsfinal                   | Omgång 2                         | Återkval 2                       | Omgång 3                         | Återkval 3                       | Kvartsfinal                      | Semifinal                        | Final                            | Final            |
| Cyklist        | Gren             | Tid Hastighet (km/h) | Placering  | Motståndare Tid Hastighet (km/h) | Motståndare Tid Hastighet (km/h) | Motståndare Tid Hastighet (km/h) | Motståndare Tid Hastighet (km/h) | Motståndare Tid Hastighet (km/h) | Motståndare Tid Hastighet (km/h) | Motståndare Tid Hastighet (km/h) | Motståndare Tid Hastighet (km/h) | Placering        |
| -------------- | ---------------- | -------------------- | ---------- | -------------------------------- | -------------------------------- | -------------------------------- | -------------------------------- | -------------------------------- | -------------------------------- | -------------------------------- | -------------------------------- | ---------------- |
| Benedykt Kocot | Herrarnas sprint | BYE                  | BYE        | BYE                              | Tucker (AUS) L                   | Veldt (NED) L                    | Gick inte vidare                 | Gick inte vidare                 | Gick inte vidare                 | Gick inte vidare                 | Gick inte vidare                 | Gick inte vidare |

Förföljelse
| Cyklist                                                        | Gren                     | Kval    | Kval      | Åttondelsfinal   | Kvartsfinal      | Semifinal        | Final            | Final            |
| Cyklist                                                        | Gren                     | Tid     | Placering | Motståndare Tid  | Motståndare Tid  | Motståndare Tid  | Motståndare Tid  | Placering        |
| -------------------------------------------------------------- | ------------------------ | ------- | --------- | ---------------- | ---------------- | ---------------- | ---------------- | ---------------- |
| Zbigniew Woźnicki                                              | Herrarnas förföljelse    | 4:53,53 | 12        | Gick inte vidare | Gick inte vidare | Gick inte vidare | Gick inte vidare | Gick inte vidare |
| Marek Kulesza Andrzej Michalak Janusz Sałach Zbigniew Woźnicki | Herrarnas lagförföljelse | 4:28,38 | 9         | Gick inte vidare | Gick inte vidare | Gick inte vidare | Gick inte vidare | Gick inte vidare |

## Friidrott
Herrar
Bana
| Idrottare                                                          | Gren                            | Heat     | Heat      | Kvartsfinal      | Kvartsfinal      | Semifinal        | Semifinal        | Final            | Final            |
| Idrottare                                                          | Gren                            | Resultat | Placering | Resultat         | Placering        | Resultat         | Placering        | Resultat         | Placering        |
| ------------------------------------------------------------------ | ------------------------------- | -------- | --------- | ---------------- | ---------------- | ---------------- | ---------------- | ---------------- | ---------------- |
| Bohdan Bułakowski                                                  | Herrarnas 20 km gång            | i.u.     | i.u.      | i.u.             | i.u.             | i.u.             | i.u.             | 1:28:36,3        | 7                |
| Bohdan Bułakowski                                                  | Herrarnas 50 km gång            | i.u.     | i.u.      | i.u.             | i.u.             | i.u.             | i.u.             | DNS              | DNS              |
| Leszek Dunecki                                                     | Herrarnas 100 meter             | 10,42    | 2 Q       | 10,40            | 5                | Gick inte vidare | Gick inte vidare | Gick inte vidare | Gick inte vidare |
| Leszek Dunecki                                                     | Herrarnas 200 meter             | 21,30    | 2 Q       | 20,87            | 3 Q              | 20,82            | 3 Q              | 20,68            | 6                |
| Zenon Licznerski                                                   | Herrarnas 400 meter             | 21,36    | 4 Q       | 21,22            | 5                | DNS              | DNS              | Gick inte vidare | Gick inte vidare |
| Bronisław Malinowski                                               | Herrarnas 3 000 meter hinder    | 8:29,8   | 1 Q       | i.u.             | i.u.             | 8:21,2           | 1 Q              | 8:09,7           |                  |
| Bogusław Mamiński                                                  | Herrarnas 3 000 meter hinder    | 8:24,0   | 3 Q       | i.u.             | i.u.             | 8:18,8           | 3 Q              | 8:19,5           | 7                |
| Ryszard Marczak                                                    | Herrarnas maraton               | i.u.     | i.u.      | i.u.             | i.u.             | i.u.             | i.u.             | DNF              | DNF              |
| Zbigniew Pierzynka                                                 | Herrarnas maraton               | i.u.     | i.u.      | i.u.             | i.u.             | i.u.             | i.u.             | 2:20:03          | 26               |
| Jerzy Pietrzyk                                                     | Herrarnas 400 meter             | 47,18    | 5         | Gick inte vidare | Gick inte vidare | Gick inte vidare | Gick inte vidare | Gick inte vidare | Gick inte vidare |
| Jan Pusty                                                          | Herrarnas 110 meter häck        | 13,84    | 2 Q       | i.u.             | i.u.             | 13,81            | 4                | 13,68            | 5                |
| Stanisław Rola                                                     | Herrarnas 50 km gång            | i.u.     | i.u.      | i.u.             | i.u.             | 4:07:07          | 4:07:07          | 7                | 7                |
| Andrzej Sajkowski                                                  | Herrarnas maraton               | i.u.     | i.u.      | i.u.             | i.u.             | i.u.             | i.u.             | DNF              | DNF              |
| Andrzej Stępień                                                    | Herrarnas 400 meter             | 47,99    | 3 Q       | 46,31            | 5                | DNS              | DNS              | Gick inte vidare | Gick inte vidare |
| Ryszard Szparak                                                    | Herrarnas 400 meter häck        | 50,45    | 4 Q       | i.u.             | i.u.             | 50,41            | 6                | Gick inte vidare | Gick inte vidare |
| Krzysztof Wesołowski                                               | Herrarnas 3 000 meter hinder    | 8:35,6   | 4 Q       | i.u.             | i.u.             | 8:33,1           | 9                | Gick inte vidare | Gick inte vidare |
| Marian Woronin                                                     | Herrarnas 100 meter             | 10,35    | 2 Q       | 10,27            | 2 Q              | 10,43            | 4 Q              | 10,46            | 7                |
| Marian Woronin                                                     | Herrarnas 200 meter             | 21,63    | 1 Q       | 20,97            | 2 Q              | 20,75            | 3 Q              | 20,81            | 7                |
| Krzysztof Zwoliński                                                | Herrarnas 100 meter             | 10,60    | 3 Q       | 10,54            | 7                | Gick inte vidare | Gick inte vidare | Gick inte vidare | Gick inte vidare |
| Mirosław Żerkowski                                                 | Herrarnas 1 500 meter           | 3:39,2   | 5 Q       | i.u.             | i.u.             | 3:48,2           | 9                | Gick inte vidare | Gick inte vidare |
| Krzysztof Zwoliński Zenon Licznerski Leszek Dunecki Marian Woronin | Herrarnas 4 x 100 meter stafett | 38,83    | 2 Q       | i.u.             | i.u.             | i.u.             | i.u.             | 38,33            |                  |
| Jan Pawłowicz Jerzy Pietrzyk Adam Starostka Andrzej Stępień        | Herrarnas 4 x 400 meter stafett | 3:05,8   | 4         | i.u.             | i.u.             | i.u.             | i.u.             | Gick inte vidare | Gick inte vidare |

Fält
| Idrottare             | Gren                    | Kval    | Kval      | Final            | Final            |
| Idrottare             | Gren                    | Distans | Placering | Distans          | Placering        |
| --------------------- | ----------------------- | ------- | --------- | ---------------- | ---------------- |
| Dariusz Adamus        | Herrarnas spjutkastning | 76,82   | 15        | Gick inte vidare | Gick inte vidare |
| Ireneusz Golda        | Herrarnas släggkastning | 70,88   | 9 q       | 73,74            | 8                |
| Zdzisław Hoffmann     | Herrarnas tresteg       | 15,35   | 16        | Gick inte vidare | Gick inte vidare |
| Stanisław Jaskułka    | Herrarnas längdhopp     | 8,07    | 3 Q       | 8,13             | 5                |
| Andrzej Klimaszewski  | Herrarnas längdhopp     | 7,76    | 14        | Gick inte vidare | Gick inte vidare |
| Mariusz Klimczyk      | Herrarnas stavhopp      | 5,40    | 1 Q       | 5,55             | 10               |
| Władysław Kozakiewicz | Herrarnas stavhopp      | 5,40    | 5 Q       | 5,78 WR          |                  |
| Tadeusz Ślusarski     | Herrarnas stavhopp      | 5,40    | 2 Q       | 5,65             |                  |
| Janusz Trzepizur      | Herrarnas höjdhopp      | 2,21    | 11 Q      | 2,18             | 12               |
| Jacek Wszola          | Herrarnas höjdhopp      | 2,21    | 8 Q       | 2,31             |                  |

Herrarnas tiokamp
| Idrottare           | Gren     | 100 m | LJ   | SP    | HJ   | 400 m | 100H  | DT    | PV   | JT    | 1500 m  | Final | Rank |
| ------------------- | -------- | ----- | ---- | ----- | ---- | ----- | ----- | ----- | ---- | ----- | ------- | ----- | ---- |
| Dariusz Ludwig      | Resultat | 11,35 | 7,51 | 13,22 | 2,08 | 50,55 | 15,38 | 45,82 | 4,80 | 58,38 | 4:29,70 | 7978  | 6    |
| Dariusz Ludwig      | Poäng    | 721   | 923  | 685   | 925  | 781   | 809   | 797   | 1005 | 741   | 591     | 7978  | 6    |
| Janusz Szczerkowski | Resultat | 11,22 | 7,38 | 14,06 | 2,00 | 49,64 | 14,57 | 44,74 | 4,90 | 45,22 | 4:44,90 | 7822  | 10   |
| Janusz Szczerkowski | Poäng    | 752   | 897  | 732   | 857  | 821   | 896   | 777   | 1028 | 567   | 495     | 7822  | 10   |

## Fäktning

### Herrar

#### Individuellt
| Idrottare        | Event             | Gruppomgång I                                              | Gruppomgång I | Gruppomgång II                                                                | Gruppomgång II | Elimineringsomgång I | Elimineringsomgång II | Återkval omgång I    | Återkval omgång II   | Återkval Final       | Final                                                             | Final     |
| Idrottare        | Event             | Motståndare Resultat                                       | Placering     | Motståndare Resultat                                                          | Placering      | Motståndare Resultat | Motståndare Resultat  | Motståndare Resultat | Motståndare Resultat | Motståndare Resultat | Motståndare Resultat                                              | Placering |
| ---------------- | ----------------- | ---------------------------------------------------------- | ------------- | ----------------------------------------------------------------------------- | -------------- | -------------------- | --------------------- | -------------------- | -------------------- | -------------------- | ----------------------------------------------------------------- | --------- |
| Lech Koziejowski | Herrarnas florett | Haertter (GDR) Harper (GBR) Betancourt Scull (CUB)         | 14 Q          | Romankov (URS) Pietruszka (FRA) Harper (GBR) Ganeff (BEL) Demeny (HUN)        | 5 Q            | Behrens (GDR)        | Romankov (URS)        | Gick inte vidare     | Kotzmann (GER)       | Pietruszka (FRA)     | Smirnov (URS) Jolyot (FRA) Romankov (URS) Ruziev (URS) Kuki (ROU) | 5         |
| Adam Robak       | Herrarnas florett | Smirnov (URS) Szelei (HUN) Hamou (ALG) Haddad (LIB)        | 5 Q           | Ruziev (URS) Jolyot (FRA) Haertter (GDR) Cervi (ITA) Roca Carbonell (ESP)     | 2 Q            | Ruziev (URS)         | Gick inte vidare      | Haertter (GDR)       | Szelei (HUN)         | Gick inte vidare     | Gick inte vidare                                                  | 9         |
| Bogusław Zych    | Herrarnas florett | Kuki (ROM) Behrens (GDR) Favier Sando (CUB) Al-Ahmed (KUW) | 12 Q          | Smirnov (URS) Szelei (HUN) Kotzmann (GER) Gonzalez Xiques (CUB) Flament (FRA) | 16 Q           | Smirnov (URS)        | Gick inte vidare      | Pietruszka (FRA)     | Gick inte vidare     | Gick inte vidare     | Gick inte vidare                                                  | 13        |

#### Lag
| Idrottare                                                                              | Event                          | Elimineringsomgång                | Elimineringsomgång | Kvartsfinal          | Semifinal           | Final                | Final     |
| Idrottare                                                                              | Event                          | Motståndare Resultat              | Placering          | Motståndare Resultat | Placering           | Motståndare Resultat | Placering |
| -------------------------------------------------------------------------------------- | ------------------------------ | --------------------------------- | ------------------ | -------------------- | ------------------- | -------------------- | --------- |
| Piotr Jabłkowski Andrzej Lis Leszek Swornowski Ludomir Chronowski Mariusz Strzałka     | Herrarnas lagtävling i värja   | Kuba W 12-4 Sovjetunionen L 5-7   | 2 Q                | Sverige W 8-6        | Rumänien W 8-4      | Frankrike L 4-8      |           |
| Adam Robak Lech Koziejowski Bogusław Zych Marian Sypniewski                            | Herrarnas lagtävling i florett | Kuwait W 15-1 Östtyskland W 9-5   | 1 Q                | Ungern W 9-7         | Sovjetunionen L 7-9 | Östtyskland W 9-5    |           |
| Tadeusz Piguła Leszek Jabłonowski Jacek Bierkowski Andrzej Kostrzewa Marian Sypniewski | Herrarnas lagtävling i sabel   | Östtyskland W 9-7 Bulgarien W 9-7 | 1 Q                | Rumänien W 9-7       | Italien L 5-10      | Ungern L 6-9         | 4         |

### Damer

#### Individuellt
| Idrottare           | Event            | Gruppomgång I                                                                                       | Gruppomgång I | Gruppomgång II                                                                              | Gruppomgång II   | Elimineringsomgång I | Elimineringsomgång II | Återkval omgång I    | Återkval omgång II     | Återkval Final       | Final                                                                                    | Final     |
| Idrottare           | Event            | Motståndare Resultat                                                                                | Placering     | Motståndare Resultat                                                                        | Placering        | Motståndare Resultat | Motståndare Resultat  | Motståndare Resultat | Motståndare Resultat   | Motståndare Resultat | Motståndare Resultat                                                                     | Placering |
| ------------------- | ---------------- | --------------------------------------------------------------------------------------------------- | ------------- | ------------------------------------------------------------------------------------------- | ---------------- | -------------------- | --------------------- | -------------------- | ---------------------- | -------------------- | ---------------------------------------------------------------------------------------- | --------- |
| Barbara Wysoczanska | Damernas florett | Belova (URS) 2:5 Ardeleanu (ROU) 5:4 Alfonso (CUB) 5:3 Borghs (BEL) 4:5                             | 18 Q          | Belova (URS) 5:0 Gaudin (FRA) 5:2 Janke (GDR) 5:0 Rodríguez (VEN) 5:3 Ferguson (AUS) 5:1    | 1 Q              | Sidorova (URS)       | Trinquet (FRA)        | Gick inte vidare     | Gick inte vidare       | Gick inte vidare     | Trinquet (FRA) 5:1 Gaudin (HUN) 2:5 Stahl (ROU) 2:5 Gaudin (FRA) 5:3 Vaccaroni (ITA) 5:0 |           |
| Delfina Skąpska     | Damernas florett | Gaudin (FRA) 2:5 Gilyazova (URS) 5:3 Font (CUB) 5:4 Borghs (BEL) 5:3                                | 7 Q           | Gilyazova (URS) 2:5 Niklaus (GDR) 5:1 Brouquier (FRA) 5:2 Font (CUB) 5:2 Moldovan (ROU) 5:3 | 4 Q              | Lokšová (TCH)        | Gick inte vidare      | Brouquier (FRA)      | Schwarczenberger (HUN) | Trinquet (FRA)       | Gick inte vidare                                                                         | 7         |
| Jolanta Królikowska | Damernas florett | Vaccaroni (ITA) 4:5 Lokšová (TCH) 4:5 Hertramf (GDR) 1:5 Schwarczenberger (HUN) 1:5 Smith (AUS) 5:2 | 30            | Gick inte vidare                                                                            | Gick inte vidare | Gick inte vidare     | Gick inte vidare      | Gick inte vidare     | Gick inte vidare       | Gick inte vidare     | Gick inte vidare                                                                         | 30        |

#### Lag
| Idrottare                                                                                        | Event                         | Elimineringsomgång                  | Elimineringsomgång | Kvartsfinal          | Semifinal           | Final                | Final     |
| Idrottare                                                                                        | Event                         | Motståndare Resultat                | Placering          | Motståndare Resultat | Placering           | Motståndare Resultat | Placering |
| ------------------------------------------------------------------------------------------------ | ----------------------------- | ----------------------------------- | ------------------ | -------------------- | ------------------- | -------------------- | --------- |
| Delfina Skąpska Agnieszka Dubrawska Jolanta Królikowska Barbara Wysoczańska Kamilla Składanowska | Damernas lagtävling i florett | Ungern L 6-10 Storbritannien W 12-4 | 1 Q                | Kuba W 9-7           | Sovjetunionen L 3-9 | Ungern L 7-9         | 4         |

## Handboll
Herrar
Gruppspel
| Rank | Lag         | Pld | W | D | L | GF  | GA  | Poäng |  | Östtyskland | Ungern | Olympic flag for Spain | Polen | Olympic flag for Denmark | Kuba  |
| ---- | ----------- | --- | - | - | - | --- | --- | ----- |  | ----------- | ------ | ---------------------- | ----- | ------------------------ | ----- |
| 1.   | Östtyskland | 5   | 4 | 1 | 0 | 108 | 92  | 9     |  | X           | 14:14  | 21:17                  | 22:21 | 24:20                    | 27:20 |
| 2.   | Ungern      | 5   | 3 | 2 | 0 | 96  | 88  | 8     |  | 14:14       | X      | 20:17                  | 20:20 | 16:15                    | 26:22 |
| 3.   | Spanien     | 5   | 2 | 1 | 2 | 102 | 106 | 5     |  | 17:21       | 17:20  | X                      | 24:22 | 20:19                    | 24:24 |
| 4.   | Polen       | 5   | 2 | 1 | 2 | 123 | 97  | 5     |  | 21:22       | 20:20  | 22:24                  | X     | 26:12                    | 34:19 |
| 5.   | Danmark     | 5   | 1 | 0 | 4 | 96  | 104 | 2     |  | 20:24       | 15:16  | 19:20                  | 12:26 | X                        | 30:18 |
| 6.   | Kuba        | 5   | 0 | 1 | 4 | 103 | 141 | 1     |  | 20:27       | 22:26  | 24:24                  | 19:34 | 18:30                    | X     |

## Judo
Men
| Idrottare          | Gren                      | Omgång 1                                           | Omgång 2                               | Omgång 3                         | Omgång 4                          | Återkval 1                        | Återkval 2                       | Final / BM                           | Final / BM       |
| Idrottare          | Gren                      | Motståndare Resultat                               | Motståndare Resultat                   | Motståndare Resultat             | Motståndare Resultat              | Motståndare Resultat              | Motståndare Resultat             | Motståndare Resultat                 | Placering        |
| ------------------ | ------------------------- | -------------------------------------------------- | -------------------------------------- | -------------------------------- | --------------------------------- | --------------------------------- | -------------------------------- | ------------------------------------ | ---------------- |
| Marian Donat       | Herrarnas extra lättvikt  | João Fernandes Vitor De Mendonca (POR) L 0000-0100 | Gick inte vidare                       | Gick inte vidare                 | Gick inte vidare                  | Gick inte vidare                  | Gick inte vidare                 | Gick inte vidare                     | Gick inte vidare |
| Janusz Pawłowski   | Herrarnas halv lättvikt   | Imre Gelencser (URS) W 0100-0000                   | Gerardo Padilla (MEX) W 0010-0000      | Djibril Sambou (SEN) W 1000-0000 | Tsendiin Damdin (MGL) L 0000-0010 | BYE                               | BYE                              | Yves Delvingt (FRA) W 1000-0000      |                  |
| Edward Alkśnin     | Herrarnas lättvikt        | Anelson Guerra (URS) W 1000-0000                   | Halldór Gudbjornsson (ISL) W 1000-0000 | Neil Adams (GBR) L 0000-1000     | BYE                               | BYE                               | Michael Picken (AUS) W 0010-0000 | Karl-Heinz Lehmann (GDR) L 0000-0001 | 5                |
| Jarosław Brawata   | Herrarnas halv mellanvikt | Berkane Lakhdar Adda (ALG) L 0001-1000             | Gick inte vidare                       | Gick inte vidare                 | Gick inte vidare                  | Gick inte vidare                  | Gick inte vidare                 | Gick inte vidare                     | Gick inte vidare |
| Krzysztof Kurczyna | Herrarnas mellanvikt      | Marcus Carew (AUS) W 0010-0000                     | Aleksandrs Jackevičs (URS) L 0000-0001 | Gick inte vidare                 | Gick inte vidare                  | Gick inte vidare                  | Gick inte vidare                 | Gick inte vidare                     | Gick inte vidare |
| Dariusz Nowakowski | Herrarnas halv tungvikt   | Tengiz Khubuluri (URS) L 0000-0100                 | BYE                                    | BYE                              | BYE                               | Daniel Radu (ROU) L 0000-1000     | Gick inte vidare                 | Gick inte vidare                     | 9                |
| Wojciech Reszko    | Herrarnas tungvikt        | BYE                                                | Angelo Parisi (FRA) L 0000–0010        | BYE                              | BYE                               | Vladimír Kocman (TCH) L 0000-0001 | Gick inte vidare                 | Gick inte vidare                     | 7                |
| Wojciech Reszko    | Herrarnas öppna klass     | András Ozsvár (HUN) L 0000–0001                    | Gick inte vidare                       | Gick inte vidare                 | Gick inte vidare                  | Gick inte vidare                  | Gick inte vidare                 | Gick inte vidare                     | Gick inte vidare |

## Kanotsport

### Sprint
Herrar
| Kanotist                                                          | Gren                     | Heat    | Heat      | Återkval | Återkval  | Semifinal        | Semifinal        | Final            | Final            |
| Kanotist                                                          | Gren                     | Tid     | Placering | Tid      | Placering | Tid              | Placering        | Tid              | Placering        |
| ----------------------------------------------------------------- | ------------------------ | ------- | --------- | -------- | --------- | ---------------- | ---------------- | ---------------- | ---------------- |
| Marek Łbik                                                        | Herrarnas C-1 500 meter  | 1:55,60 | 3 Q       | i.u.     | i.u.      | BYE              | BYE              | 1:55,90          | 5                |
| Marek Łbik                                                        | Herrarnas C-1 1000 meter | 4:13,34 | 5 q       | i.u.     | i.u.      | 4:20,87          | 4                | Gick inte vidare | Gick inte vidare |
| Marek Wisła Jerzy Dunajski                                        | Herrarnas C-2 500 meter  | 1:45,67 | 1 Q       | i.u.     | i.u.      | BYE              | BYE              | 1:45,10          | 4                |
| Marek Dopierała Jan Pinczura                                      | Herrarnas C-2 1000 meter | 3:58,77 | 6 q       | i.u.     | i.u.      | 3:55,99          | 3 Q              | 3:53,01          | 6                |
| Grzegorz Śledziewski                                              | Herrarnas K-1 500 meter  | 1:47,17 | 3 Q       | BYE      | BYE       | 1:47,31          | 4                | Gick inte vidare | Gick inte vidare |
| Waldemar Merk                                                     | Herrarnas K-1 1000 meter | 3:48,82 | 4 R       | 3:52,27  | 3 Q       | 3:58,35          | 5                | Gick inte vidare | Gick inte vidare |
| Waldemar Merk Zdzisław Szubski                                    | Herrarnas K-2 500 meter  | 1:41,24 | 3 Q       | BYE      | BYE       | 1:37,45          | 3 Q              | 1:37,20          | 7                |
| Krzysztof Lepianka Andrzej Klimaszewski                           | Herrarnas K-2 1000 meter | 3:31,80 | 5 R       | 3:33,31  | 4         | Gick inte vidare | Gick inte vidare | Gick inte vidare | Gick inte vidare |
| Ryszard Oborski Grzegorz Kołtan Daniel Wełna Grzegorz Śledziewski | Herrarnas K-4 1000 meter | 3:09,92 | 2 Q       | i.u.     | i.u.      | BYE              | BYE              | 3:16,33          | 4                |

Damer
| Kanotist                           | Gren                   | Heat    | Heat      | Semifinal | Semifinal | Final   | Final     |
| Kanotist                           | Gren                   | Tid     | Placering | Tid       | Placering | Tid     | Placering |
| ---------------------------------- | ---------------------- | ------- | --------- | --------- | --------- | ------- | --------- |
| Ewa Kamińska-Eichler               | Damernas K-1 500 meter | 1:59,75 | 1 Q       | BYE       | BYE       | 2:01,23 | 5         |
| Ewa Kamińska-Eichler Ewa Wojtaszek | Damernas K-2 500 meter | 1:52,14 | 3 Q       | BYE       | BYE       | 1:51,31 | 7         |

## Landhockey
Herrar
| Lag           | Spelade | W | D | L | GF | GA | Poäng |
| ------------- | ------- | - | - | - | -- | -- | ----- |
| Spanien       | 5       | 4 | 1 | 0 | 33 | 3  | 9     |
| Indien        | 5       | 3 | 2 | 0 | 39 | 6  | 8     |
| Sovjetunionen | 5       | 3 | 0 | 2 | 30 | 11 | 6     |
| Polen         | 5       | 2 | 1 | 2 | 19 | 15 | 5     |
| Kuba          | 5       | 1 | 0 | 4 | 7  | 42 | 2     |
| Tanzania      | 5       | 0 | 0 | 5 | 3  | 54 | 0     |

Damer
| Placering | Lag             | Spelade | W | D | L | GF | GA | Poäng |
| --------- | --------------- | ------- | - | - | - | -- | -- | ----- |
| 1         | Zimbabwe        | 5       | 3 | 2 | 0 | 13 | 4  | 8     |
| 2         | Tjeckoslovakien | 5       | 3 | 1 | 1 | 10 | 5  | 7     |
| 3         | Sovjetunionen   | 5       | 3 | 0 | 2 | 11 | 5  | 6     |
| 4         | Indien          | 5       | 2 | 1 | 2 | 9  | 6  | 5     |
| 5         | Österrike       | 5       | 2 | 0 | 3 | 6  | 11 | 4     |
| 6         | Polen           | 5       | 0 | 0 | 5 | 0  | 18 | 0     |

## Modern femkamp
Herrar
| Idrottare                                      | Gren         | Skytte (10 m luftpistol) | Fäktning (värja en stöt) | Simning (200 m fristil) | Ridning (hoppning) | Löpning (3000 m) | Totalpoäng | Placering |
| Idrottare                                      | Gren         | Poäng                    | Poäng                    | Poäng                   | Poäng              | Poäng            | Totalpoäng | Placering |
| ---------------------------------------------- | ------------ | ------------------------ | ------------------------ | ----------------------- | ------------------ | ---------------- | ---------- | --------- |
| Marek Bajan                                    | Individuellt | 1100                     | 844                      | 890                     | 1244               | 1069             | 5147       | 18        |
| Jan Olesiński                                  | Individuellt | 1038                     | 818                      | 978                     | 1160               | 1225             | 5219       | 11        |
| Janusz Pyciak-Peciak                           | Individuellt | 1070                     | 844                      | 978                     | 1172               | 1204             | 5268       | 6         |
| Marek Bajan Jan Olesiński Janusz Pyciak-Peciak | Lag          | 3208                     | 2506                     | 2846                    | 3576               | 3498             | 15634      | 4         |

## Ridsport

### Dressyr
| Ryttare                                       | Häst    | Gren                                     | Kval  | Kval      | Final            | Final            | Totalt           | Totalt           |
| Ryttare                                       | Häst    | Gren                                     | Poäng | Placering | Poäng            | Placering        | Poäng            | Placering        |
| --------------------------------------------- | ------- | ---------------------------------------- | ----- | --------- | ---------------- | ---------------- | ---------------- | ---------------- |
| Elżbieta Morciniec                            | Sum     | Herrarnas individuella tävling i dressyr | 954   | 13        | Gick inte vidare | Gick inte vidare | Gick inte vidare | Gick inte vidare |
| Wanda Wąsowska                                | Damask  | Herrarnas individuella tävling i dressyr | 930   | 14        | Gick inte vidare | Gick inte vidare | Gick inte vidare | Gick inte vidare |
| Jozef Zagor                                   | Helios  | Herrarnas individuella tävling i dressyr | 1061  | 11 Q      | 804              | 10               | 804              | 10               |
| Elżbieta Morciniec Wanda Wąsowska Jozef Zagor | Se ovan | Herrarnas lagtävling i dressyr           | 2945  | 4         | i.u.             | i.u.             | 2945             | 4                |

### Fälttävlan
| Ryttare                                                                | Häst    | Gren                                        | Dressyr | Dressyr   | Terräng | Terräng | Terräng   | Hoppning | Hoppning | Hoppning  | Totalt | Totalt    |
| Ryttare                                                                | Häst    | Gren                                        | Dressyr | Dressyr   | Terräng | Terräng | Terräng   | Final    | Final    | Final     | Totalt | Totalt    |
| Ryttare                                                                | Häst    | Gren                                        | Straff  | Placering | Straff  | Totalt  | Placering | Straff   | Totalt   | Placering | Straff | Placering |
| ---------------------------------------------------------------------- | ------- | ------------------------------------------- | ------- | --------- | ------- | ------- | --------- | -------- | -------- | --------- | ------ | --------- |
| Mirosław Szłapka                                                       | Chutor  | Herrarnas individuella tävling i fälttävlan | 52,40   | 3         | 184,40  | 236,80  | 6         | 5,00     | 241,80   | 6         | 241,80 | 6         |
| Jacek Wierzchowiecki                                                   | Bastion | Herrarnas individuella tävling i fälttävlan | 43,00   | 1         | 368,80  | 411,80  | 14        | 0,00     | 411,80   | 13        | 411,80 | 13        |
| Jacek Daniluk                                                          | Len     | Herrarnas individuella tävling i fälttävlan | 49,20   | 2         | DQ      | DNF     | DNF       | DNS      | DNS      | DNS       | DNF    | AC        |
| Stanisław Jasiński                                                     | Hangar  | Herrarnas individuella tävling i fälttävlan | 55,80   | 10        | DQ      | DNF     | DNF       | DNS      | DNS      | DNS       | DNF    | AC        |
| Mirosław Szłapka Jacek Wierzchowiecki Jacek Daniluk Stanisław Jasiński | Se ovan | Herrarnas lagtävling i fälttävlan           | 144,60  | 1         | DNF     | DNF     | AC        | DNF      | DNF      | AC        | DNF    | DNF       |

### Hoppning
| Ryttare                                                   | Häst    | Gren                                      | Kval   | Kval      | Final  | Final     | Final  | Final     |
| Ryttare                                                   | Häst    | Gren                                      | Straff | Placering | Straff | Placering | Straff | Placering |
| --------------------------------------------------------- | ------- | ----------------------------------------- | ------ | --------- | ------ | --------- | ------ | --------- |
| Marian Kozicki                                            | Bremen  | Herrarnas individuella tävling i hoppning | 12,00  | 7         | 12,50  | 10        | 24,50  | 8         |
| Jan Kowalczyk                                             | Artemor | Herrarnas individuella tävling i hoppning | 4,00   | 1         | 4,00   | 1         | 8,00   |           |
| Wiesław Hartman                                           | Norton  | Herrarnas individuella tävling i hoppning | 4,00   | 1         | 12,00  | 8         | 16,00  | 6         |
| Marian Kozicki Jan Kowalczyk Janusz Bobik Wiesław Hartman | Se ovan | Herrarnas lagtävling i hoppning           | 32,00  | 2         | 24,00  | 3         | 56,00  |           |

## Rodd
Herrar
| Roddare | Gren              | Heat    | Heat      | Återkval | Återkval  | Semifinal | Semifinal | Final   | Final     |
| Roddare | Gren              | Tid     | Placering | Tid      | Placering | Tid       | Placering | Tid     | Placering |
| --- | ----------------- | ------- | --------- | -------- | --------- | --------- | --------- | ------- | --------- |
| Wiesław Kujda Piotr Tobolski | Dubbelsculler     | 7:01,79 | 2 R       | 6:47,38  | 2 Q       | i.u.      | i.u.      | 6:39,66 | 6         |
| Andrzej Skowroński Zbigniew Andruszkiewicz Ryszard Burak Stanisław Wierzbicki                                                                       | Scullerfyra       | 6:27,24 | 6 R       | 6:16,69  | 5 FB      | i.u.      | i.u.      | 5:58,63 | 7         |
| Mirosław Jarzembowski Mariusz Trzciński Henryk Trzciński Marek Niedziałkowski                                                                       | Fyra utan styrman | 6:55,28 | 5 R       | 6:30,26  | 4 FB      | i.u.      | i.u.      | 6:22,31 | 8         |
| Grzegorz Stellak Adam Tomasiak Grzegorz Nowak Ryszard Stadniuk Ryszard Kubiak                                                                       | Fyra med styrman  | 6:47,61 | 2 R       | 6:32,28  | 1 Q       | i.u.      | i.u.      | 6:22,52 |           |
| Paweł Borkowski Wiesław Kujda Grzegorz Stellak Adam Tomasiak Grzegorz Nowak Mirosław Kowalewski Ryszard Stadniuk Władysław Beszterda Ryszard Kubiak | Åtta med styrman  | 6:00,43 | 3 R       | 5:47,35  | 3 FB      | i.u.      | i.u.      | DNS     | DNS       |

Damer
| Roddare | Gren              | Heat    | Heat      | Återkval | Återkval  | Final   | Final     |
| Roddare | Gren              | Tid     | Placering | Tid      | Placering | Tid     | Placering |
| --- | ----------------- | ------- | --------- | -------- | --------- | ------- | --------- |
| Beata Dziadura | Singelsculler     | 4:02,11 | 2 Q       | 3:49,06  | 3 Q       | 3:51,45 | 6         |
| Hanna Jarkiewicz Janina Klucznik | Dubbelsculler     | 3:34,11 | 1 Q       | BYE      | BYE       | 3:27,25 | 5         |
| Małgorzata Dłużewska Czesława Kościańska | Tvåa utan styrman | 3:56,08 | 1 Q       | BYE      | BYE       | 3:30,95 |           |
| Bogusława Kozłowska-Tomasiak Mariola Abrahamczyk Maria Kobylińska Aleksandra Kaczyńska Maria Dzieża                                                     | Scullerfyra       | 3:27,95 | 3 R       | 3:22,75  | 4 Q       | 3:20,95 | 5         |
| Urszula Niebrzydowska Ewa Lewandowska Wanda Piątkowska Beata Kamuda Jolanta Modlińska Teresa Soroka Krystyna Ambros Wiesława Kiełsznia Grażyna Różańska | Åtta med styrman  | 3:25,15 | 3 R       | 3:24,04  | 4         | 3:24,04 | 6         |

## Segling
| Seglare                                   | Gren            | Lopp | Lopp | Lopp | Lopp | Lopp | Lopp | Lopp | Nettopoäng | Slutlig placering |
| Seglare                                   | Gren            | 1    | 2    | 3    | 4    | 5    | 6    | 7    | Nettopoäng | Slutlig placering |
| ----------------------------------------- | --------------- | ---- | ---- | ---- | ---- | ---- | ---- | ---- | ---------- | ----------------- |
| Ryszard Skarbinski                        | Finnjolle       | 7    | 17   | 8    | 6    | 6    | 9    | 3    | 71,1       | 7                 |
| Leon Wróbel Tomasz Stocki                 | 470             | 1    | 9    | 7    | 4    | 1    | 11   | 12   | 53,0       | 5                 |
| Andrzej Iwinski Ludwik Raczynski          | Flying Dutchman | 11   | DSQ  | 7    | 10   | 9    | 11   | 12   | 96,0       | 11                |
| Bogdan Kramer Jarogniew Krüger            | Tornado         | 9    | 9    | 9    | 9    | 10   | 8    | 9    | 89,0       | 9                 |
| Tomasz Holc Zbigniew Malicki              | Starbåt         | 11   | 10   | 10   | 9    | DNF  | DNF  | 3    | 89,7       | 12                |
| Jan Bartosik Jerzy Wujecki Zdzislaw Kotla | Soling          | 8    | 6    | 4    | 8    | 9    | 9    | 8    | 76,7       | 9                 |

## Simhopp
Herrar
| Roman Godzinski | Herrarnas 3 m | 462,48 | 19 | Gick inte vidare | Gick inte vidare | Gick inte vidare | Gick inte vidare |

Damer
| Ewa Kucinska | Damernas 10 m | 308,88 | 13 | Gick inte vidare | Gick inte vidare | Gick inte vidare | Gick inte vidare |